# 天壇座ζ
天坛座Zeta（天坛座ζ，ζ Ara）是一个在南天星座天坛座的恒星。中文星官名龟五。视星等3.1，能够在南半球郊区星空看见。视差测量显示它距离地球大约574光年。
该星的恒星分类是K5II。光度分类II代表这是一个亮巨星，已经耗尽了核心的氢，演化离主序星了。表面温度4，350K使它成为一个发出橙色光的K型星。这个恒星表现出红外过量暗示可能有星周物质。